# Gynoeryx brevis
Gynoeryx brevis är en fjärilsart som beskrevs av Charles Oberthür 1909. Gynoeryx brevis ingår i släktet Gynoeryx och familjen svärmare. Inga underarter finns listade i Catalogue of Life.